# Jüdische Gemeinde Wittenberge
Die Jüdische Gemeinde in Wittenberge, einer Stadt im Landkreis Prignitz in Brandenburg, wurde 1923 gegründet und durch die Verfolgung in der Zeit des Nationalsozialismus aufgelöst.

## Geschichte
Im Laufe des 19. Jahrhunderts hatte sich eine kleine Anzahl von Juden in Wittenberge angesiedelt. 1880 waren es circa 30 und 1910 bereits 82 Personen.
Eine eigene jüdische Gemeinde bildete sich erst 1923 durch Trennung von der jüdischen Gemeinde Perleberg. In Wittenberge gab es keine eigene Synagoge, man besuchte die in Perleberg.

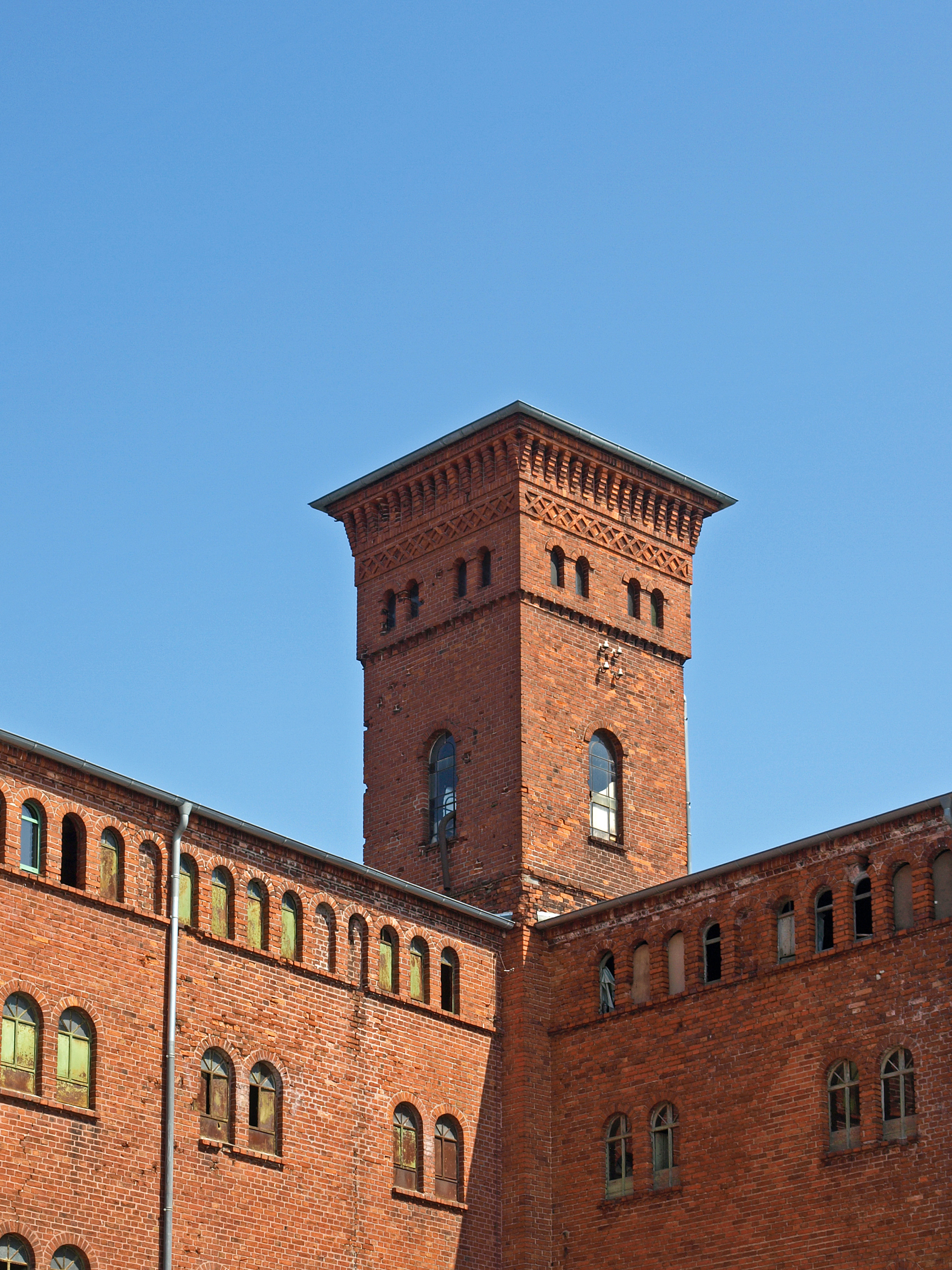
Alte Ölmühle in Wittenberge

Der jüdische Friedhof in Wittenberge befand sich auf dem Gelände des alten städtischen Friedhofs an der Perleberger Straße.
Jüdische Unternehmer hatten für die Stadt Wittenberge große Bedeutung. Der Kaufmann Salomon Herz (1791–1865) errichtete 1823 in der Stadt eine Ölmühle, die für die Entwicklung der Stadt wichtig war. Sein Sohn Wilhelm führte dieses Unternehmen fort, er war ein geschätzter Bürger mit vielen Ehrenämtern.
Ein anderer bedeutender jüdischer Unternehmer war Isaac Merritt Singer, der 1903 die Nähmaschinenwerk Wittenberge, ein Zweigunternehmen der in New York ansässigen Firma Singer Manufacturing Co., bauen ließ.  

### Nationalsozialistische Verfolgung
Während der Novemberpogrome 1938 wurden Geschäfte und Wohnungen der jüdischen Bürger demoliert und der Friedhof wurde geschändet. Etwa 30 jüdische Bewohner von Wittenberge konnten rechtzeitig emigrieren, 18 Personen wurden deportiert.
Das Gedenkbuch des Bundesarchivs verzeichnet 20 in Wittenberge geborene jüdische Bürger, die dem Völkermord des nationalsozialistischen Regimes zum Opfer fielen.